# Mohamed Medjoudj
Mohamed Nacereddine Medjoudj (en arabe : محمد مدجوج) est un footballeur algérien né le 8 juillet 1977 à Constantine. Il évoluait au poste de milieu de terrain.

## Biographie
Mohamed Medjoudj évolue en première division algérienne avec les clubs du CS Constantine et de la JS Kabylie, avant de faire un bref passage en Finlande au HJK Helsinki.
De 2001 à 2007, il dispute 77 matchs en première division algérienne, inscrivant six buts. Il joue également quatre matchs dans le championnat de Finlande en 2007, avec le HJK Helsinki. Ses statistiques d'avant 2001 ne sont pas connues.

## Palmarès
| JS Kabylie - Coupe de la CAF - Vainqueur : 2002 - Ligue 1 - Vice-champion : 2002 |

 CS Constantine
- Championnat d'Algérie D2 (1) :
  - Champion : 2010-11.
  - Vice-champion : 1999-00.

### Distinctions personnelles
- Meilleur joueur du mois de novembre (2008) de CS Constantine[5].